# Де би я
«Де би я» — українськомовна пісня українського співака Сергія Бабкіна. Музику та слова до пісні написав сам співак.

## Про пісню
12 вересня 2017 року український співак Сергій Бабкін представив свою авторську україномовну пісню «Де би я». Цю пісню він присвятив своїй коханій дружині Сніжані Бабкіній.
Концертна прем'єра треку відбудеться в рамках туру «15ROKIB».
За саунд-продюсування, запис, зведення, та подальший мастеринг пісні «Де би я» відповідав Віталій Телезин (студія 211).
|                                  | Я шалено радий, що ці дві чудові людини, два першокласні музиканти, які не є учасниками мого колективу, привнесли частинку себе у створення цієї композиції. Я говорю про Євгена Селезньова (ударні) і Дениса Дудко (бас-гітара). І звичайно ж величезна подяка Станіславу Кононову. Дуже вдячний Віталію Клімовому за те, що познайомив нас із Віталієм Телезеним, і за те, що все вийшло, |
| — сказав Сергій Бабкін[джерело?] | |

Сергій опублікував новий трек на своїй сторінці в Instagram й отримав чимало коментарів від своїх шанувальників. Прихильники позитивно оцінили нову роботу співака.

## Музичне відео

### Сингл
31 травня 2017 року на офіційній сторінці співака в YouTube було представлено музичне відео, [Архівовано 29 листопада 2020 у Wayback Machine.] а точніше сингл (аудіокліп), на цю композицію, яке за перший день зібрало понад 10 тис. переглядів.
Відео являє собою статичну картинку людського сліду на узбережжі моря.
В YouTube цей відеокліп станом на жовтень 2020 року має близько 10 млн переглядів.

### Відеокліп
В жовтні 2020 року Сергій Бабкін спільно з Київстар випустили на YouTube перший офіційний відеокліп до пісні. [Архівовано 2 листопада 2020 у Wayback Machine.] В ньому зображено, як Сергій разом з своєю дружиною Сніжаною подорожує в будинку на колесах по  красивих місцях України, а саме по Кам’янець Подільському, Хотину, Бакоті. Відеокліп надав пісні нових барв. В ньому відображаються мрія багатьох – подорож з коханою половинкою. 
|                                      | Пісня «Де би я» послужила містком з однієї моєї музичної епохи в іншу. Тоді, у 2017-му, ми так і не зняли на неї відеокліп. І ось через три роки вона дочекалася своєї візуалізації! І зараз це відео саме таке, що краще й не придумати. Переглядаючи його, я розумію, що іноді варто почекати. Ця пісня про кохану жінку, про маму, про Україну, про Бога! Та подорож, у яку ми вирушили для зйомок відеокліпу, дозволила мені по-новому подивитися на нашу країну. Я завжди любив і захоплювався нею, відвідав багато міст України, але вся найголовніша краса – за містами, між ними, там, де природа! Був вражений місцями, які ми відвідали під час зйомок. Як же це красиво! Якби раніше подивився на фото, ніколи б не повірив, що це Україна! Я завжди був гордий своєю країною, але після цієї поїздки просто вражений тим, що побачив там, де ми побували! |
| — так описав відеокліп Сергій Бабкін | |

## Нагороди
| Рік  | Премія | Номінація                        | Результат | Дж.   |
| ---- | ------ | -------------------------------- | --------- | ----- |
| 2017 | YUNA   | Найкраща пісня українською мовою | Номінація | [ 9 ] |
| 2017 | YUNA   | Найкраща пісня року              | Номінація | [ 9 ] |

## Чарти
| Чарт (2018)                             | Найвища позиція |
| --------------------------------------- | --------------- |
| Україна (Top City & Country Radio Hits) | 1               |
| Europe Official Top 100                 | 38              |